# 浜崎正樹
浜崎 正樹（はまざき まさき、1972年2月13日 - ）は、元FBS福岡放送の男性アナウンサー。

## 人物・経歴
千葉県千葉市出身だが、生まれは長野県松本市である。
法政大学社会学部卒業後、1994年に入社。「ハマちゃん」の愛称で親しまれ、1995年に古賀ゆきひとから引き継いで10年にわたり『ナイトシャッフル』の司会を、1999年からの8年間は奥田美香子と交替で『ズームイン!!朝!』→『ズームイン!!SUPER』のFBSキャスターを担当。ともに2006年3月で卒業し、翌4月から2007年9月までは『朝ドキッ!九州』の司会を務めていた。
その後は『めんたいワイド』の早番ニュース担当を務める一方、遅番ニュース担当となった久保俊郎のスポーツ引退に伴い、2010年10月以降は再びスポーツ中継なども担当している。
2021年7月、アナウンス部長に就任。
2023年1月20日、FBS退職。
2023年2月、YouTubeに『ハマちゃんねる』を開設した。初回は、山本カヨ、今井雄太郎をゲストに迎えてのトーク番組だった。

### エピソード
- 過去には番組の企画で「ジャッカル浜崎」というアーティストネームでCDを出したこともある（販売ではなく1枚だけプレス）。

## 出演番組

### 過去
- ズームイン!!SUPER
- ズームイン!!サタデー
- ナイトシャッフル
- 全国高等学校クイズ選手権（九州大会の福沢のサポート役-2000年）
- ミラクルかぼちゃ
- 朝ドキッ!九州（2006年4月〜2007年9月）
- NEWS5ちゃん（スポーツ担当）
- NEWSめんたいPlus（スポーツ担当）
- 定時ニュース
- めんたいワイド（コーナー・中継担当）
- スポーツ中継
  - Jリーグ・アビスパ福岡ホームゲーム中継[3](スカパー!、2011年よりFBSがスカパー!向け放送に制作協力しているため福岡竜馬、豊原慎二と共に担当)
  - 全国高等学校サッカー選手権大会（福岡県・佐賀県代表決定戦、および両県の代表校における全国大会の実況）
  - Dramatic Game 1844（福岡ソフトバンクホークス主管試合）